# Смешанная парная сборная Тайваня по кёрлингу
Смешанная парная сборная Тайваня по кёрлингу — смешанная национальная сборная команда (составленная из одного мужчины и одной женщины), представляет Китайскую Республику (Тайвань) на международных соревнованиях по кёрлингу. Управляющей организацией выступает Федерация кёрлинга Тайваня (Chinese Taipei Curling Federation).

## Результаты выступлений

### Чемпионаты мира
| Год       | Место          | Игры           | Победы         | Поражения      | Состав (женщина, мужчина, тренер)              |
| --------- | -------------- | -------------- | -------------- | -------------- | ---------------------------------------------- |
| 2008—2018 | не участвовали | не участвовали | не участвовали | не участвовали | не участвовали                                 |
| 2019      | 31             | 7              | 2              | 5              | Amanda Chou, Brendon Liu, Ting-Li Lin (тренер) |
| 2020—2022 | не участвовали | не участвовали | не участвовали | не участвовали | не участвовали                                 |

(данные отсюда:)

### Квалификационные турниры кчемпионатам мира
| Год       | Место | Игры | Победы | Поражения | Состав (женщина, мужчина, тренер)              |
| --------- | ----- | ---- | ------ | --------- | ---------------------------------------------- |
| 2019/2020 | 10    | 6    | 3      | 3         | Amanda Chou, Brendon Liu, Ting-Li Lin (тренер) |
| 2022/2023 | 11    | 6    | 3      | 3         | Amanda Chou, Brendon Liu, Ting-Li Lin (тренер) |
| 2023/2024 | 22    | 6    | 2      | 4         | Amanda Chou, Brendon Liu, Ting-Li Lin (тренер) |
| 2024/2025 | 18    | 6    | 2      | 4         | Amanda Chou, Brendon Liu, Ting-Li Lin (тренер) |

### Азиатские игры
| Год  | Место | Игры | Победы | Поражения | Состав (женщина, мужчина, тренер)                |
| ---- | ----- | ---- | ------ | --------- | ------------------------------------------------ |
| 2025 | 6     | 6    | 3      | 3         | Chou Yi-hsuan, Liu Bor-kai, Lin Ting-Li (тренер) |